# عادل جعبوط
عادل جعبوط، ولد في 31 ديسمبر 1992 في الشلف، هو لاعب كرة قدم جزائري .

## روابط خارجية
- عادل جعبوط على موقع قاعدة بيانات كرة القدم.إي يو (الإنجليزية)